# تريفور فيليبس
تريفور فيليبس (بالإنجليزية: Trevor Philips) هو أحد الشخصيات الرئيسية في لعبة غراند ثفت أوتو V. تتميز شخصيته بالعُنف والعصبية و الرغبة في الانتقام، ولد تريفور سنة 1968 في كندا من والدين كنديان ويعتبر أحد الشخصيات الرئيسية الثلاثة، بجوار  فرانكلين كلينتون ومايكل دي سانتا . لعب دوره الممثل ستيفن أوج.